# Brussels Outdoor 1971
Il Brussels Outdoor 1971 è stato un torneo di tennis giocato sulla terra rossa. È stata la 1ª edizione del Brussels Outdoor che fa parte del Pepsi-Cola Grand Prix 1971. Si è giocato a Bruxelles in Belgio dal 17 al 23 maggio 1971.

## Campioni

### Singolare
Cliff Drysdale ha battuto in finale  Ilie Năstase con il punteggio di 6–0, 6–1, 7–5

### Doppio
Il torneo di doppio non è stato terminato